# Rivière Coigny
Pour les articles homonymes, voir Coigny.
La rivière Coigny est un affluent de la rivière Harricana, coulant dans la ville d’Eeyou Istchee Baie-James (municipalité), en Jamésie, dans la région administrative du Nord-du-Québec, au Québec, au Canada.

## Géographie
Les bassins versants voisins de la rivière Coigny sont :
- côté nord : rivière des Indiens (rivière Bell), rivière Harricana ;
- côté est : rivière Bigniba, rivière Daniel, rivière des Indiens (rivière Bell) ;
- côté sud : rivière Harricana, rivière Obalski ;
- côté ouest : rivière Harricana, rivière Octave (rivière Harricana).

La rivière Coigny tire sa source d’une zone humide à une altitude de 321 m au sud de la municipalité d'Eeyou Istchee Baie-James. Cette source est située du côté Ouest de la tête de la rivière Castagnier et du côté Est du Lac Belle Cour lequel est le lac de tête de la rivière Obalski.
La source de la rivière Coigny est située à :
- 9,3 km à l’Est de la route 109 laquelle remonte vers le Nord ;
- 36,4 km au Nord du centre-ville de Amos ;
- 30,6 km au Sud-Est de l’embouchure de la rivière Coigny ;
- 9,0 km au Nord-Ouest du lac Castagnier ;
- 65,1 km au Sud-Ouest du centre du village de Lebel-sur-Quévillon.

À partir de sa source, la rivière Coigny coule sur environ 68 km selon les segments suivants :
- 15,2 km vers le Nord-Ouest, jusqu’à la décharge du Lac Coigny ;
- 11,6 km vers le Nord-Ouest en recueillant 4 ruisseaux du côté Ouest et un ruisseau du côté Est, jusqu’au ruisseau Kawabanonikitikwea ;
- 8,9 km vers le Nord, jusqu’au ruisseau Kabananiwi (venant du Nord-Est) ;
- 4,1 km vers l’Ouest, jusqu’à la route 109 menant vers le Nord ;
- 7,9 km vers l’Ouest, jusqu’à son embouchure[2].

La rivière Coigny se déverse dans un coude de rivière sur la rive Est de la rivière Harricana en aval de l’embouchure de la rivière Octave (rivière Harricana) et en amont de la Passe Kaminitigwabika.
Cette confluence de la rivière Coigny est située à :
- 36,6 km au Nord de l’embouchure de la rivière Obalski lequel est traversé par la rivière Harricana ;
- 107,1 km à l’Est de la limite de l’Ontario ;
- 262 km au Sud-Est de la confluence de la rivière Harricana (en Ontario) avec la Baie James ;
- 77,7 km à l’Ouest du centre du village de Lebel-sur-Quévillon ;
- 58,7 km au Nord du centre-ville d’Amos.

## Toponymie
Le toponyme Rivière Coigny a été officialisé le 5 décembre 1968 à la Commission de toponymie du Québec, soit lors de sa fondation.